# Leptathamas
Leptathamas Balogh, 1980 è un genere di ragni appartenente alla famiglia Salticidae.

## Etimologia
Il nome è composto dal greco λεπτός, leptòs, che significa minuto, sottile, fuso con il genere Athamas, con cui ha diversi caratteri in comune

## Caratteristiche
La specie finora esaminata ha caratteri intermedi fra i generi Athamas e Bulolia; per il momento occupa una posizione mediana fra di essi.

## Distribuzione
L'unica specie nota di questo genere è endemica della Nuova Guinea.

## Tassonomia
A maggio 2010, si compone di una sola specie:
- Leptathamas paradoxus Balogh, 1980[3]  — Nuova Guinea